# Jaroslav Brož
Jaroslav Brož (1906 — data de morte desconhecido) foi um ciclista olímpico tchecoslovaco. Representou sua nação em dois eventos nos Jogos Olímpicos de Verão de 1924.